# Мейсснер, Бруно
Бруно Мейсснер (нем. Bruno Meissner или нем. Bruno Meißner; 25 апреля 1868, Грудзёндз — 13 марта 1947, Цойтен) — немецкий ассириолог и археолог, специалист по древней истории Ближнего Востока.

## Биография
Бруно Мейсснер родился 25 апреля 1868 в Грудзёндзе; с 1904 по 1921 год он преподавал в должности профессора в Вроцлавском университете. В 1921 году он получил позицию ординарного профессора ассириологии и семитологии в Берлине. Мейсснер прежде всего являлся филологом, но также посвятил ряд своих исследований и другим смежным областям: к числу таковых относились история, юриспруденция и ближневосточная археология. Его основная работа — двухтомник «Вавилон и Ассирия», опубликованный в 1920 и 1925 годах, который дал представление о древней истории Ближнего Востока на основе клинописных текстов.
В области археологии Мейсснер, совместно с Дитрихом Опицем, опубликовал работу «Исследования бит-хилани в Северном дворце Ассурбаплалис в Ниневии», ставшую важнейшим вкладом автора в данную тему. Мейсснер также инициировал издание энциклопедии «Reallexikon der Assyriologie», где состоял одним из первых редакторов. Аккадианский рукописный словарь («Akkadisches Handwörterbuch»), изданный Вольфрам фон Зоденом был в значительной степени основан на работах Мейснера. Помимо древнейшей истории Ближнего Востоке, Мейснер также интересовался ботаникой.
В 1930 года Бруно Мейсснер стал полноправным членом Прусской академии наук. Он скончался 13 марта 1947 года в Цойтене.

## Работы
- Aus dem altbabylonischen Recht. Hinrichs, Leipzig 1905 (Der Alte Orient, 7. Jahrgang, Heft 1)
- Kurzgefaßte Assyrische Grammatik. Hinrichs, Leipzig 1907 (Hilfsbücher zur Kunde des Alten Orients, Bd. 3)
- Assyrische Jagden. Auf Grund alter Berichte und Darstellungen geschildert. Hinrichs, Leipzig 1911 (Der Alte Orient, 13. Jahrgang, Heft 2)
- Die Keilschrift. Göschen, Berlin-Leipzig 1913 (Sammlung Göschen 708)
- Grundzüge der altbabylonischen Plastik. Hinrichs, Leipzig 1914 (Der Alte Orient, 15. Jahrgang, Heft 1/2)
- Grundzüge der babylonisch-assyrischen Plastik. Hinrichs, Leipzig 1914 (Der Alte Orient, 15. Jahrgang, Heft 3/4)
- Assyriologische Forschungen 1. Brill, Leiden 1916 (Altorientalische Texte und Untersuchungen, Bd. 1, 1)
- Das Märchen vom weisen Achiqar. Hinrichs, Leipzig 1917 (Der Alte Orient, 16. Jahrgang, Heft 2)
- Die Kultur Babyloniens und Assyriens. Quelle & Meyer, Leipzig 1925 (Wissenschaft und Bildung, Bd. 207)
- Die babylonisch-assyrische Literatur. Akademische Verlagsgesellschaft Athenaion, Potsdam 1928 (Handbuch der Literaturwissenschaft, 3/Handbücher der Kunst- und Literaturgeschichte des Orients)
- Beiträge zur altorientalischen Archäologie. Harrassowitz, Leipzig 1934 (Mitteilungen der Altorientalischen Gesellschaft, Bd. 8, H. 1/2)
- Studien zum Bît Hilâni im Nordpalast Assurbanaplis zu Ninive. (Mit Dietrich Opitz), de Gruyter, Berlin 1940 (Abhandlungen der Preußischen Akademie der Wissenschaften. Philologisch-historische Klasse 1939, 18)
- Studien zur assyrischen Lexikographie. (4 Bände), Zeller, Osnabrück 1925–1940
- Babylonien und Assyrien. Winter, Heidelberg 1920 und 1925
- Beiträge zum assyrischen Wörterbuch. (2 Bände), The University of Chicago Press, Chicago 1931 und 1932